# يان كلارك (متسابق دراجات نارية)
يان كلارك (بالإنجليزية: Ian Clark)‏ هو متسابق دراجات نارية بريطاني، ولد في 23 ديسمبر 1958 في Sandon, Essex ‏ في المملكة المتحدة.